# Granada Lions
I Granada Lions sono la squadra di football americano di Granada, in Spagna.

## Storia
Fondati nel 2001 come Granada Universitarios, presto cambiarono nome assumendo quello attuale; hanno vinto 4 titoli andalusi.

## Dettaglio stagioni

### Tornei nazionali

#### Campionato

##### LNFA/Serie A
| Stagione | regular season | regular season | regular season | regular season | regular season | regular season | playoff | playoff | playoff | playoff | playoff | playoff   | playoff           |
|          | Vin            | Par            | Per            | Tot            | PF             | PS             | Vin     | Per     | Tot     | PF      | PS      | risultato | avversaria        |
| -------- | -------------- | -------------- | -------------- | -------------- | -------------- | -------------- | ------- | ------- | ------- | ------- | ------- | --------- | ----------------- |
| 2008     | 2              | 0              | 6              | 8              | ?              | ?              | -       | -       | -       | -       | -       | -         | -                 |
| 2009     | 0              | 0              | 9              | 9              | 35             | 439            | -       | -       | -       | -       | -       | -         | -                 |
| 2010     | 1              | 1              | 6              | 8              | 74             | 167            | -       | -       | -       | -       | -       | -         | -                 |
| 2014     | 0              | 0              | 10             | 10             | 136            | 393            | -       | -       | -       | -       | -       | -         | -                 |
| 2018     | 1              | 0              | 7              | 8              | 42             | 238            | 0       | 1       | 1       | 10      | 53      | Wild Card | Valencia Firebats |
| 2019     | 0              | 0              | 8              | 8              | 0              | 339            | -       | -       | -       | -       | -       | -         | -                 |
| Totale   | 4              | 1              | 46             | 51             | 287+?          | 1576+?         | 0       | 1       | 1       | 10      | 53      |           |                   |

Fonti: Enciclopedia del Football - A cura di Roberto Mezzetti

##### Conferencias/Serie B
| Stagione | regular season | regular season | regular season | regular season | regular season | regular season | playoff | playoff | playoff | playoff | playoff | playoff          | playoff              |
|          | Vin            | Par            | Per            | Tot            | PF             | PS             | Vin     | Per     | Tot     | PF      | PS      | risultato        | avversaria           |
| -------- | -------------- | -------------- | -------------- | -------------- | -------------- | -------------- | ------- | ------- | ------- | ------- | ------- | ---------------- | -------------------- |
| 2012     | 6              | 0              | 2              | 8              | 183            | 95             | 0       | 1       | 1       | 6       | 14      | Wild Card        | Mallorca Voltors     |
| 2013     | 4              | 0              | 4              | 8              | 97             | 104            | 3       | 0       | 3       | 71      | 29      | Promossi         | Barberá Rookies      |
| 2015     | 5              | 0              | 3              | 8              | 229            | 139            | 1       | 1       | 2       | 53      | 61      | Semifinale       | Reus Imperials       |
| 2016     | 1              | 0              | 5              | 6              | 53             | 107            | 0       | 1       | 1       | 7       | 16      | Wild Card        | Barcelona Búfals     |
| 2021     | 4              | 0              | 2              | 6              | 76             | 87             | 0       | 1       | 1       | 0       | 28      | Semifinale       | L'Hospitalet Pioners |
| 2022     | 3              | 0              | 3              | 6              | 100            | 104            | 0       | 1       | 1       | 0       | 55      | Quarti di finale | Alcobendas Cavaliers |
| Totale   | 14             | 0              | 12             | 26             | 412            | 393            | 0       | 4       | 4       | 13      | 113     |                  |                      |

Fonti: Enciclopedia del Football - A cura di Roberto Mezzetti

##### Serie C
| Stagione | regular season | regular season | regular season | regular season | regular season | regular season | playoff | playoff | playoff | playoff | playoff | playoff    | playoff               |
|          | Vin            | Par            | Per            | Tot            | PF             | PS             | Vin     | Per     | Tot     | PF      | PS      | risultato  | avversaria            |
| -------- | -------------- | -------------- | -------------- | -------------- | -------------- | -------------- | ------- | ------- | ------- | ------- | ------- | ---------- | --------------------- |
| 2017     | -              | -              | -              | -              | -              | -              | 0       | 1       | 1       | 0       | 38      | Semifinale | Camioneros de Coslada |
| Totale   | -              | -              | -              | -              | -              | -              | 0       | 1       | 1       | 0       | 38      |            |                       |

Fonti: Enciclopedia del Football - A cura di Roberto Mezzetti

#### Coppa di Spagna
| Stagione | regular season | regular season | regular season | regular season | regular season | regular season | playoff | playoff | playoff | playoff | playoff | playoff          | playoff        |
|          | Vin            | Par            | Per            | Tot            | PF             | PS             | Vin     | Per     | Tot     | PF      | PS      | risultato        | avversaria     |
| -------- | -------------- | -------------- | -------------- | -------------- | -------------- | -------------- | ------- | ------- | ------- | ------- | ------- | ---------------- | -------------- |
| 2008     | -              | -              | -              | -              | -              | -              | 0       | 1       | 1       | 8       | 14      | Quarti di finale | Sevilla Linces |
| Totale   | -              | -              | -              | -              | -              | -              | 0       | 1       | 1       | 8       | 14      |                  |                |

Fonti: Enciclopedia del Football - A cura di Roberto Mezzetti

### Tornei locali

#### Campionato andaluso
| Stagione | regular season | regular season | regular season | regular season | regular season | regular season | playoff | playoff | playoff | playoff | playoff | playoff   | playoff           |
|          | Vin            | Par            | Per            | Tot            | PF             | PS             | Vin     | Per     | Tot     | PF      | PS      | risultato | avversaria        |
| -------- | -------------- | -------------- | -------------- | -------------- | -------------- | -------------- | ------- | ------- | ------- | ------- | ------- | --------- | ----------------- |
| 2014-15  | 4              | 0              | 0              | 4              | 224            | 29             | 1       | 0       | 1       | 27      | 8       | Campioni  | Fuengirola Potros |
| 2015-16  | 5              | 0              | 1              | 6              | 291            | 66             | 0       | 1       | 1       | 0       | 40      | Finale    | Fuengirola Potros |
| 2016-17  | 4              | 0              | 2              | 6              | 205            | 130            | 1       | 1       | 2       | 43      | 60      | Finale    | Fuengirola Potros |
| 2019-20  | 6              | 0              | 0              | 6              | 225            | 2              | -       | -       | -       | -       | -       | -         | -                 |
| Totale   | 19             | 0              | 3              | 22             | 945            | 227            | 2       | 2       | 4       | 70      | 108     |           |                   |

Fonti: Enciclopedia del Football - A cura di Roberto Mezzetti

#### LVFA Femenina
| Stagione | regular season | regular season | regular season | regular season | regular season | regular season | playoff | playoff | playoff | playoff | playoff | playoff   | playoff    |
|          | Vin            | Par            | Per            | Tot            | PF             | PS             | Vin     | Per     | Tot     | PF      | PS      | risultato | avversaria |
| -------- | -------------- | -------------- | -------------- | -------------- | -------------- | -------------- | ------- | ------- | ------- | ------- | ------- | --------- | ---------- |
| 2017-18  | 0              | 0              | 6              | 6              | 69             | 216            | -       | -       | -       | -       | -       | -         | -          |
| Totale   | 0              | 0              | 6              | 6              | 69             | 216            | -       | -       | -       | -       | -       |           |            |

Fonti: Enciclopedia del Football - A cura di Roberto Mezzetti

### Riepilogo fasi finali disputate
| Anno           | Luogo                     | Evento         | Fase del torneo  | Incontro                              | Risultato |
| 2008           |                           | Copa de España | Quarti di finale | Sevilla Linces - Granada Lions        | 14 - 8    |
| 10 maggio 2015 |                           | LAFA           | Finale           | Granada Lions - Fuengirola Potros     | 27 - 8    |
| 17 maggio 2015 |                           | LNFA Serie B   | Semifinale       | Reus Imperials - Granada Lions        | 48 - 7    |
| 19 marzo 2016  | Maracena                  | LAFA           | Finale           | Granada Lions - Fuengirola Potros     | 0 - 40    |
| 7 maggio 2016  | Barcellona                | LNFA Serie B   | Wild Card        | Barcelona Búfals - Granada Lions      | 16 - 7    |
| 7 maggio 2017  | Coslada                   | LNFA Serie C   | Semifinale       | Camioneros de Coslada - Granada Lions | 38 - 0    |
| 13 maggio 2017 | Fuengirola                | LAFA           | Finale           | Fuengirola Potros - Granada Lions     | 52 - 23   |
| 28 aprile 2018 | Maracena                  | LNFA Serie A   | Wild Card        | Granada Lions - Valencia Firebats     | 10 - 53   |
| 15 maggio 2021 | L'Hospitalet de Llobregat | LNFA Serie B   | Semifinale       | L'Hospitalet Pioners - Granada Lions  | 28 - 0    |
| 30 aprile 2022 |                           | LNFA Serie B   | Quarti di finale | Alcobendas Cavaliers - Granada Lions  | 55 - 0    |

## Palmarès
- 1 Campionato spagnolo di serie B (2013)
- 4 Campionati andalusi (2007, 2011, 2012, 2014)